# Gukesh D
Gukesh Dommaraju (Chennai, 29 de mayo de 2006) es un ajedrecista indio y el actual Campeón del mundo de ajedrez. Es el tercer ajedrecista más joven de la historia en optar al título de Gran Maestro, que la FIDE le concedió en marzo de 2019, y es el tercer jugador más joven del mundo (tras Wei Yi y Alireza Firouzja) en alcanzar los 2700 de ELO a ritmo clásico.
El 12 de diciembre de 2024 se convirtió en el nuevo campeón mundial, al derrotar en la ciudad de Singapur al chino Ding Liren, hasta ese momento campeón del mundo, por 7,5 a 6,5. También se convirtió en el campeón mundial más joven de la historia a los 18 años de edad.

## Biografía
Gukesh nació el 29 de mayo de 2006 en Chennai, Tamil Nadu. Su padre, Rajnikanth, es otorrinolaringólogo; y su madre, Padma, es microbióloga. Aprendió a jugar al ajedrez a los siete años. Estudia en Velammal Vidyalaya, Mel Ayanambakkam, Chennai.

## Ajedrez
Gukesh ganó la sección sub-9 del Campeonato Escolar de Ajedrez de Asia en 2015 y los Campeonatos Mundiales Juveniles de Ajedrez en 2018 en la categoría Sub-12. También ganó cinco medallas de oro en los Campeonatos Asiáticos de Ajedrez Juvenil de 2018, en los formatos sub-12 individual rápido y blitz, sub-12 por equipos rápido y blitz, y sub-12 individual clásico.  Completó los requisitos para el título de Maestro Internacional en marzo de 2018 en el 34.º Abierto de Cappelle-la-Grande.
Gukesh estuvo a punto de superar a Sergey Karjakin como el gran maestro más joven de la historia, pero perdió el récord por 17 días. Se convirtió en el segundo gran maestro más joven de la historia el 15 de enero de 2019, con 12 años, 7 meses y 17 días. Sin embargo, es el más joven de la India a partir de 2022. En junio de 2021, ganó el Julius Baer Challengers Chess Tour, Gelfand Challenge, obteniendo 14 de 19 puntos.
En agosto de 2022, comenzó la 44.ª Olimpiada de Ajedrez con una puntuación perfecta de 8/8, ayudando a derrotar al número 1 de la tabla clasificatoria de Estados Unidos en el octavo partido. Terminó con una puntuación de 9 sobre 11, un rendimiento de 2867 Elo, ganando la medalla de oro en el primer tablero.
El 21 de abril de 2024 ganó el Torneo de Candidatos que se disputó en Canadá, siendo el más joven en conseguirlo con 17 años, y obtuvo el derecho a desafiar al campeón mundial Ding Liren.
El 12 de diciembre de 2024, se convirtió en el 18.º Campeón del Mundo tras derrotar en la decimocuarta y decisiva partida del campeonato al ajedrecista chino en el evento disputado en Singapur. Se convirtió a su vez en el jugador más joven de la historia en ostentar este galardón a la corta edad de 18 años.
Recientemente perdió la final del Torneo Tata Steel en una batalla tensa contra Praggnanandhaa después de que ambos terminaran todas las rondas con un empate a 8.5 puntos.